# Biała Służba

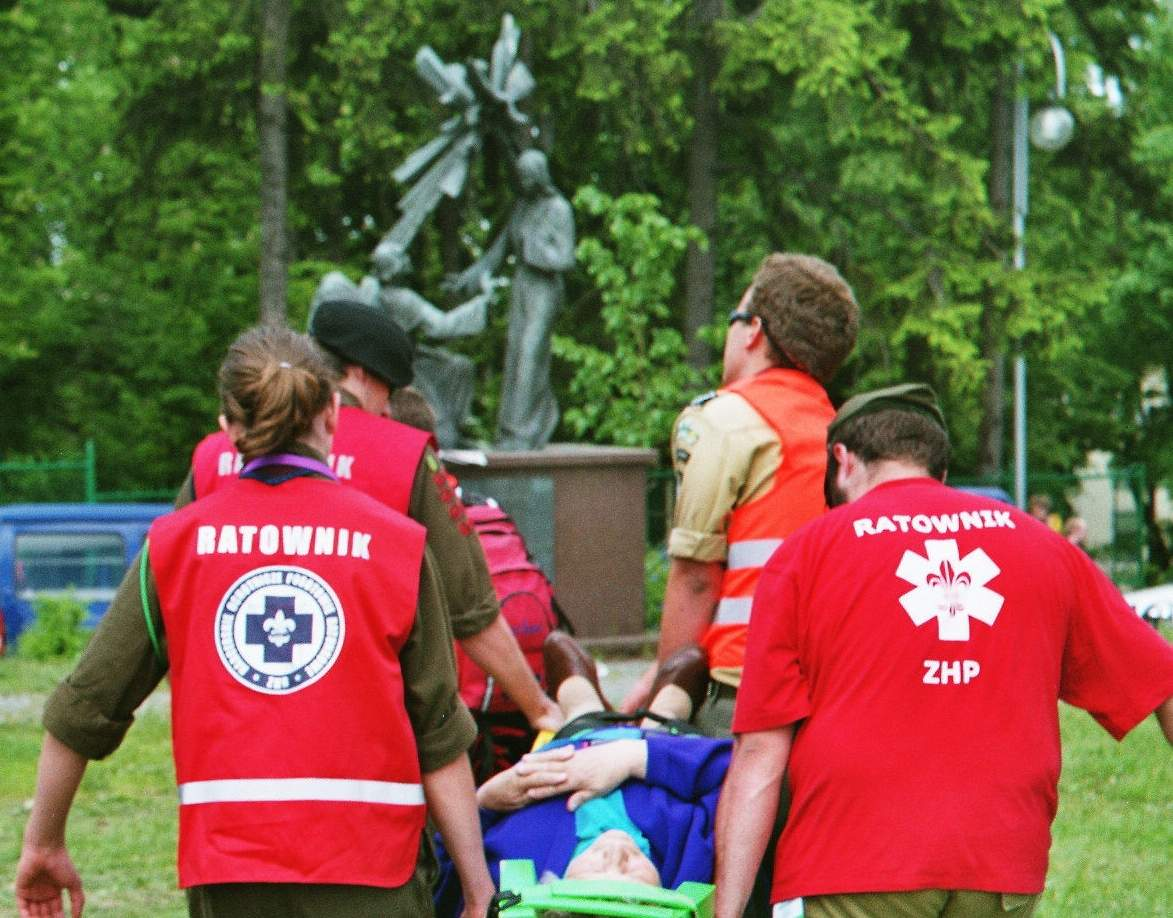
Harcerze ZHP i ZHR transportują omdlałą do karetki pogotowia (jasnogórskie błonia, 26 maja 2006)

Biała Służba – harcerska służba porządkowa, informacyjna i medyczna podczas podróży apostolskich Jana Pawła II (począwszy od 1983 roku), Benedykta XVI oraz Franciszka do Polski.

## Lista Białych Służb[1]
| Rok  | Papież       | Miejsca | Organizacje harcerskie                                    |
| ---- | ------------ | --- | --------------------------------------------------------- |
| 1983 | Jan Paweł II | Warszawa, Niepokalanów, Częstochowa, Poznań, Katowice, Wrocław, Góra Świętej Anny, Kraków, Zakopane | Ruch Harcerski Rzeczypospolitej                           |
| 1987 | Jan Paweł II | Warszawa, Lublin, Tarnów, Kraków, Szczecin, Gdynia, Gdańsk, Częstochowa, Łódź | Ruch Harcerski Rzeczypospolitej                           |
| 1991 | Jan Paweł II | Koszalin, Rzeszów, Przemyśl, Lubaczów, Kielce, Radom, Łomża, Białystok, Olsztyn, Włocławek, Płock, Warszawa, Częstochowa, Kraków, Wadowice                                                                        | ZHP, ZHR, ZHP-1918, SHK-Z                                 |
| 1995 | Jan Paweł II | Praga (Czechy), Skoczów | ZHR                                                       |
| 1997 | Jan Paweł II | Wrocław, Legnica, Gorzów Wielkopolski, Gniezno, Poznań, Kalisz, Częstochowa, Zakopane, Ludźmierz, Dukla, Krosno, Kraków                                                                                           | ZHP, ZHR, SHK-Z FSE                                       |
| 1999 | Jan Paweł II | Gdańsk, Sopot, Pelplin, Elbląg, Licheń, Bydgoszcz, Toruń, Ełk, Wigry, Augustów, Siedlce, Drohiczyn, Warszawa, Sandomierz, Zamość, Radzymin, Łowicz, Sosnowiec, Kraków, Stary Sącz, Wadowice, Gliwice, Częstochowa | ZHP, ZHR, SHK-Z FSE                                       |
| 2002 | Jan Paweł II | Kraków, Kalwaria Zebrzydowska | ZHP, ZHR, SHK-Z FSE                                       |
| 2006 | Benedykt XVI | Warszawa, Częstochowa, Kraków, Wadowice, Kalwaria Zebrzydowska, Oświęcim | ZHP, ZHR, SHK-Z FSE                                       |
| 2016 | Franciszek   | Kraków, Częstochowa, Oświęcim | ZHP, ZHR, SHK-Z FSE, ZHPpgK (z ZHR), Skauci Króla (z ZHP) |